# Halipeurus marquesanus
Halipeurus marquesanus är en insektsart som först beskrevs av Ferris 1932.  Halipeurus marquesanus ingår i släktet Halipeurus och familjen fjäderlöss. Inga underarter finns listade i Catalogue of Life.